# Debbie Harry
Debbie Harry, née le 1er juillet 1945 à Miami en Floride, est une chanteuse et actrice américaine. Elle est surtout célèbre en tant que chanteuse du groupe rock new-yorkais Blondie.

## Biographie

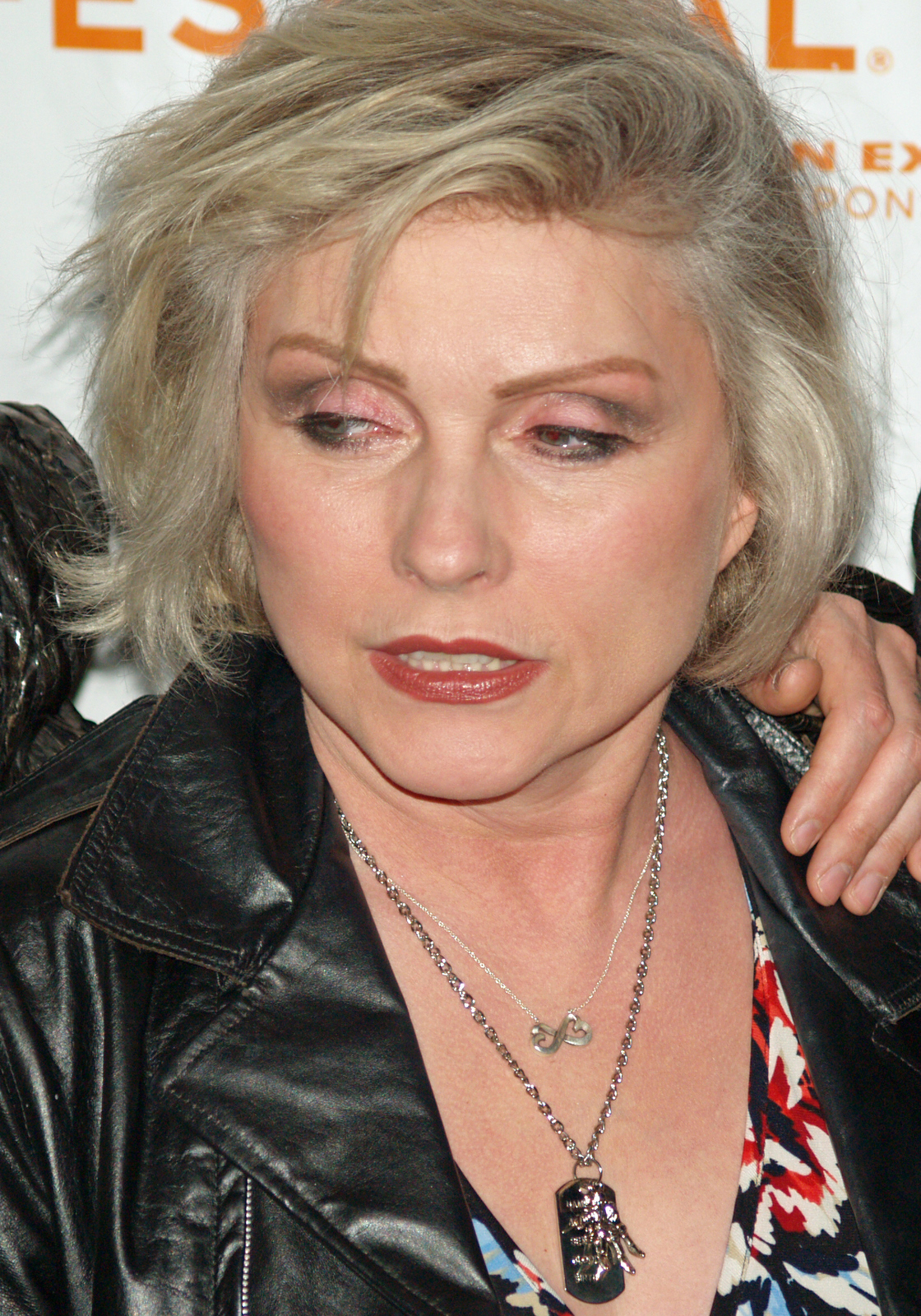
Debbie Harry en 2008.

Née Angela Trimble le 1er juillet 1945, elle est adoptée à l'âge de trois mois par Catherine et Richard Smith Harry, propriétaires d'une boutique de cadeaux à Hawthorne, dans le New Jersey, et devient alors Deborah Ann Harry,. Elle suit des études à la Hawthorne High School et au Centenary College.
Elle s'installe à New York à la fin des années 1960 et travaille pendant un an comme secrétaire au bureau new-yorkais de la BBC Radio. Elle est aussi serveuse au Max's Kansas City et dans un Dunkin' Donuts, danseuse à Union City dans le New Jersey et Playboy Bunny.

### Blondie
Elle commence sa carrière en chantant dans le groupe folk The Wind in the Willows puis rejoint le trio féminin The Stilettos, au début des années 1970. Parmi les musiciens d'accompagnement figure son compagnon d’alors, le guitariste Chris Stein, avec lequel elle va former au milieu des années 1970 le groupe Blondie (dont le nom viendrait des apostrophes des hommes sur le passage de la jeune femme). Blondie se produit de manière régulière au Max's Kansas City et au CBGB's, deux boîtes connues du public amateur de rock et de punk à New York. Le succès commercial international vient à la fin des années 1970 et au début des années 1980, en particulier avec les chansons Heart of Glass (1978) et Call Me (1980).
Un nouvel album de Blondie paraît en 2010 sous le titre de Panic of Girls.

### Collaborations
Debbie Harry travaille en 2006 avec Moby et sort un nouvel album à l'automne 2007, Necessary Evil.
En 2013, elle chante, en duo avec Étienne Daho, sur L'Étrangère, une chanson de l'album Les Chansons de l'innocence retrouvée.
En 2017, elle chante avec Future Islands la chanson Shadows, sur l'album The Far Field.

### Cinéma
En tant qu’actrice, elle compte à son actif plus de 30 films, parmi lesquels Vidéodrome de David Cronenberg, Hairspray de John Waters, ou Ma vie sans moi d'Isabel Coixet.

### À côté de Blondie
En 1985, Warhol s’amuse à « peindre » Blondie sur un des premiers ordinateurs personnels, un Amiga 1000 de la marque Commodore – concurrent d’Apple et de son Macintosh sorti un an plus tôt. Il réalise ainsi le premier « portrait à l’ordinateur », sur le logiciel ProPaint, à partir d’une photo numérique de Debbie Harry prise par une caméra, en direct sur le plateau du Lincoln Center.
En 2006, Deborah Harry est égérie de la campagne de MAC Cosmetics Glam 'Viva. Cette campagne fait intégralement don du prix de vente des rouges à lèvres de la marque à l'association MAC AIDS Fund, qui vient en aide aux personnes atteintes du VIH (SIDA) dans le monde entier.
En 2010, elle est également l’effigie de la campagne des Rockstars des Sciences (RockStars of Science Campaign) aux côtés d'autres musiciens tels que Bret Michaels, Ann et Nancy Wilson, Heart, BOB, Keri Hilson, Jay Sean et Timbaland.

### Vie privée
En 2014, Debbie Harry annonce qu'elle est bisexuelle.

## Discographie (albums)

### Avec le groupe The Wind in the Willows
- 1969 : The Wind in the Willows

### Avec le groupe Blondie
Avec Blondie :
- 1976 : Blondie
- 1977 : Plastic Letters
- 1978 : Parallel Lines
- 1979 : Eat to the Beat
- 1980 : Autoamerican
- 1982 : The Hunter
- 1999 : No Exit
- 2003 : The Curse of Blondie
- 2011 : Panic of Girls
- 2014 : Ghosts of Download
- 2017 : Pollinator

### En solo
- 1981 : KooKoo
- 1983 : Rush Rush (chanson de la bande originale du film Scarface)
- 1986 : Rockbird
- 1989 : Def, Dumb & Blonde
- 1993 : Debravation
- 1999 : Most of All: The Best of Deborah Harry
- 2007 : Necessary Evil

### Avec The Jazz Passengers
Avec The Jazz Passengers :
- 1996 : Individually Twisted
- 1998 : Live in Spain

## Filmographie

### Comme actrice

#### Cinéma
Films, à l'exclusion des courts-métrages, documentaires et films d'animation :
- 1975 : Deadly Hero d'Ivan Nagy : une chanteuse (non créditée)
- 1976 : Unmade Beds d'Amos Poe : Blondie
- 1978 : The Foreigner d'Amos Poe : Dee Trik
- 1980 : Union City de Marcus Reichert : Lillian
- 1980 : Roadie d'Alan Rudolph : elle-même
- 1981 : Downtown 81 (New York Beat Movie) d'Edo Bertoglio : Fairy Godmother
- 1983 : Vidéodrome (Videodrome) de David Cronenberg : Nicki Brand
- 1987 : Prise (Forever, Lulu) d'Amos Kollek : Lulu
- 1988 : Satisfaction de Joan Freeman : Tina
- 1988 : Hairspray de John Waters : Velma Von Tussle
- 1989 : New York Stories de Martin Scorsese : une fille à Blind Alley
- 1990 : Darkside : Les Contes de la nuit noire (Tales from the Darkside: The Movie) de John Harrison : Betty (prologue et épilogue)
- 1994 : Dead Beat d'Adam Dubov : Mrs. Kurtz
- 1995 : Drop Dead Rock d'Adam Dubin : Thor Sturmundrang
- 1995 : Heavy de James Mangold : Delores
- 1997 : Copland de James Mangold : Delores
- 1997 : Sous influences (Six Ways to Sunday) d'Adam Bernstein : Kate Odum
- 1998 : Joe's Day de Nicole Zaray
- 1999 : Zoo d'Alexandra King : Dorothy the Waitress
- 2000 : Red Lipstick d'Alexandra King : Ezmeralda The Psychic
- 2001 : Fluffer  (The Fluffer) de Richard Glatzer et Wash Westmoreland : Marcella
- 2002 : Les Voyous de Brooklyn (Deuces Wild) de Scott Kalvert : Wendy
- 2002 : Spun de Jonas Åkerlund : la voisine
- 2002 : Imagine 17 ans (Try Seventeen) de Jeffrey Porter : Ma Mabley
- 2003 : Ma vie sans moi (My Life Without Me) d'Isabel Coixet : la mère d'Ann
- 2003 : A Good Night to Die de Craig Singer : Madison
- 2003 : The Tulse Luper Suitcases, Part 1: The Moab Story de Peter Greenaway : Fastidieux
- 2003 : The Tulse Luper Suitcases: Antwerp de Peter Greenaway : Fastidieux
- 2005 : A Life in Suitcases de Peter Greenaway : Fastidieux
- 2006 : Full Grown Men de David Munro : Beauty
- 2008 : Anamorph d'Henry S. Miller : la voisine
- 2008 : Lovers (Elegy) d'Isabel Coixet : Amy O'Hearn
- 2014 : River of Fundament de Matthew Barney : l'hôtesse
- 2022 : Kepler 62f d'Omi+Vin : amiral Pix.

#### Télévision
- 1988 : Un flic dans la mafia (TV) : Diana Price
- 1990 : Mother Goose Rock 'n' Rhyme (TV) : Old Woman Who Lived in a Shoe
- 1992 : Intimate Stranger (TV) : Cory Wheeler
- 1993 : Petits Cauchemars avant la nuit (Body Bags) (TV) : l'infirmière (segment Les Cheveux du docteur Miracle)
- 1994 : Fantôme 2040 (série TV) : Vain Gloria (unknown episodes)
- 1997 : L.A. Johns (TV) : Madam « Jacq » Jacqueline

### Comme compositrice
- 1979 : Blondie: Live at the Apollo Theatre (TV)
- 1982 : The Last American Virgin (en)
- 1988 : My Best Friend Is a Vampire
- 2004 : VH1 Divas 2004 (TV)
- 2004 : Class of '80 Debbie Harry (TV)
- 2004 : Blondie: Live by Request (TV)
- 2004 : The 5th Annual Women Rock (TV)
- 2004 : The Curse of Blondie (vidéo)
- 2005 : When Disco Ruled the World (TV)
- 2005 : Disco: Spinning the Story (vidéo)
- 2005 : Blondie: Greatest Hits, Sight and Sound (vidéo)
- 2006 : Rock and Roll Hall of Fame Induction Ceremony (TV)
- 2006 : Blondie: One Way or Another (TV)

## Anecdote
En 2019, Debbie Harry achève d'écrire ses mémoires autobiographiques, Face it. Elle raconte notamment avoir échappé au tueur en série Ted Bundy pendant l'été 1972,. Alors qu'elle traversait la ville à pied, elle accepte l'invitation d'un chauffeur à monter dans sa voiture, mais s'aperçoit qu'il s'agit d'un piège : « Je [...] me suis aperçue que les fenêtres étaient toutes teintées. Le conducteur avait également une odeur incroyablement mauvaise. En baissant les yeux, je me suis rendu compte que ma poignée de porte avait été enlevée. [...] J'ai tendu mon bras par la fenêtre, et ai tiré la poignée de la porte de l'extérieur. » Le chauffeur fait alors des embardées pour tenter de l'empêcher de descendre de la voiture, mais au contraire la propulse ainsi à l'extérieur.